# Catena Grand Combin-Monte Vélan
La Catena Grand Combin-Monte Vélan è un massiccio montuoso delle Alpi del Grand Combin nelle Alpi Pennine. Si trova in Valle d'Aosta e nel Canton Vallese e prende il nome dalle due montagne più significative: il Grand Combin ed il Monte Vélan. La Grand Combin de Grafeneire (4.314 m) ne è la montagna più alta.

## Geografia
La catena raggruppa le montagne tra il Colle del Gran San Bernardo e la Fenêtre de Durand. Ruotando in senso orario i limiti geografici sono: Colle del Gran San Bernardo, Val d'Entremont, Val di Bagnes, Fenêtre de Durand, torrente Buthier, Valle del Gran San Bernardo, Colle del Gran San Bernardo.

## Classificazione
La SOIUSA individua la Catena Grand Combin-Monte Vélan come un supergruppo alpino e vi attribuisce la seguente classificazione:
- Grande parte = Alpi Occidentali
- Grande settore = Alpi Nord-occidentali
- Sezione = Alpi Pennine
- Sottosezione = Alpi del Grand Combin
- Supergruppo = Catena Grand Combin-Monte Vélan
- Codice = I/B-9.I-B

## Suddivisione
Il gruppo montuoso è suddiviso in due gruppi e due sottogruppi:
- Gruppo Monte Vélan-Tête de By (3)
  - Gruppo del Monte Vélan (3.a)
  - Gruppo della Grand Tête de By (3.b)
- Gruppo del Grand Combin (4)

Il Gruppo Monte Vélan-Tête de By raccoglie le montagne collocate a sud del Col du Sonadon mentre il Gruppo del Grand Combin quelle collocate a nord.

## Montagne
Le montagne principali sono:

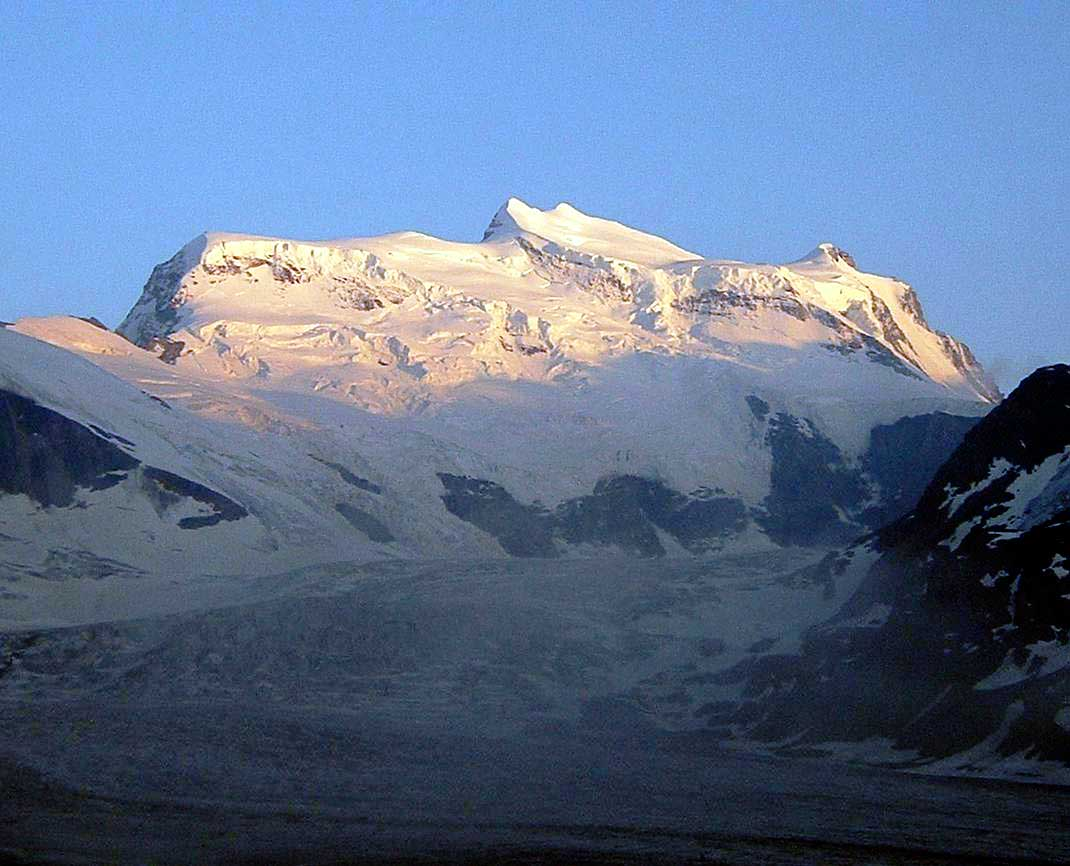
Gran Combin de Grafeneire (al centro), a destra il Grand Combin de Valsorey e a sinistra il Grand Combin de Tsessette.

- Grand Combin de Grafeneire - 4.314 m
- Grand Combin de Valsorey - 4.184 m
- Grand Combin de Tsessette - 4.141 m
- Tour de Boussine - 3.833 m
- Monte Vélan - 3.731 m
- Tournelon Blanc - 3.702 m
- Grande Aiguille - 3.682 m
- Combin de Boveire - 3.663 m
- Petit Combin - 3.663 m
- Combin du Meitin - 3.622 m
- L'Epée - 3.605 m
- Grande Tête de By - 3.588 m
- Le Moine - 3.566 m
- Le Ritord - 3.556 m
- Petite Aiguille - 3.517 m
- Aiguille Verte de Valsorey - 3.489 m
- Tête Blanche de By - 3.413 m
- Mont Avril - 3.347 m
- Monte Cordine - 3.329 m
- Punta Salliaousa - 3.328 m
- Tête de Balme - 3.313 m
- Tête du Filon - 3.306 m
- Mont Trois Frères - 3.250 m
- Petit Vélan - 3.222 m
- Grand Tavé - 3.158 m
- Mont Rogneux - 3.084 m
- Punta di Barasson - 2.966 m
- Monte Paglietta - 2.473 m